# 沙拉姆·凯莱西扬
沙拉姆·凯莱西扬（土耳其語：Şamram Hanım，1870年—1955年3月14日），奥斯曼帝国亚美尼亚歌手、词曲作者。

## 生平
1870年，沙拉姆·凯莱西扬出生于奥斯曼帝国末期的伊斯坦布尔。她从小在各地演出，受伊斯坦布尔民众敬佩。她主要活跃于1900年至1920年之间，期间演唱了许多歌曲。1955年3月14日，凯莱西扬在伊斯坦布尔去世。